# إلديمارو سانشيز
إلديمارو سانشيز (مواليد 7 فبراير 1954) هو مبارز بالسيف فنزويلي، مثّل بلاده في الألعاب الأولمبية الصيفية 1984.

## روابط رياضية
إلديمارو سانشيز على موقع أوليمبيديا (الإنجليزية)